# Feijão-bravo
Cynophalla hastata, conhecida popularmente como feijão-bravo, feijão-de-boi ou mororó-de-tabuleiro é uma espécie de planta encontrada no sertão nordestino do Brasil, em especial na região do Seridó. 